# Yves Klein
(Yves Klein)
Yves Klein (Nizza, 28 aprile 1928 – Parigi, 6 giugno 1962) è stato un artista francese, precursore della Body art, da alcuni annesso al Nouveau Réalisme.

## Biografia
Klein nacque a Nizza da Fred Klein e Marie Raymond, entrambi pittori. Dal 1942 al 1946, Klein frequentò l’Ecole Nationale de la Marine Marchande e la Ecole Nationale des Langues Orientales, dove cominciò a praticare il judo. Divenne amico di Arman e Claude Pascal, e cominciò a dipingere. Klein compose la sua prima Symphonie monoton nel 1947. Tra il 1948 e il 1952 viaggiò in Italia, Gran Bretagna, Spagna e Giappone, finché nel 1955 si stabilì permanentemente a Parigi dove tenne una "personale" al Club des Solitaires. I suoi dipinti monocromi vennero esposti alla Galerie Colette Allendy e alla Galerie Iris Clert di Parigi nel 1956. Klein morì a Parigi di infarto del miocardio nel 1962 a soli 34 anni di età, poco prima della nascita di suo figlio, anch'egli destinato ad essere "battezzato" Yves e a diventare artista, seppur in altro campo, ossia la scultura.

## Opere

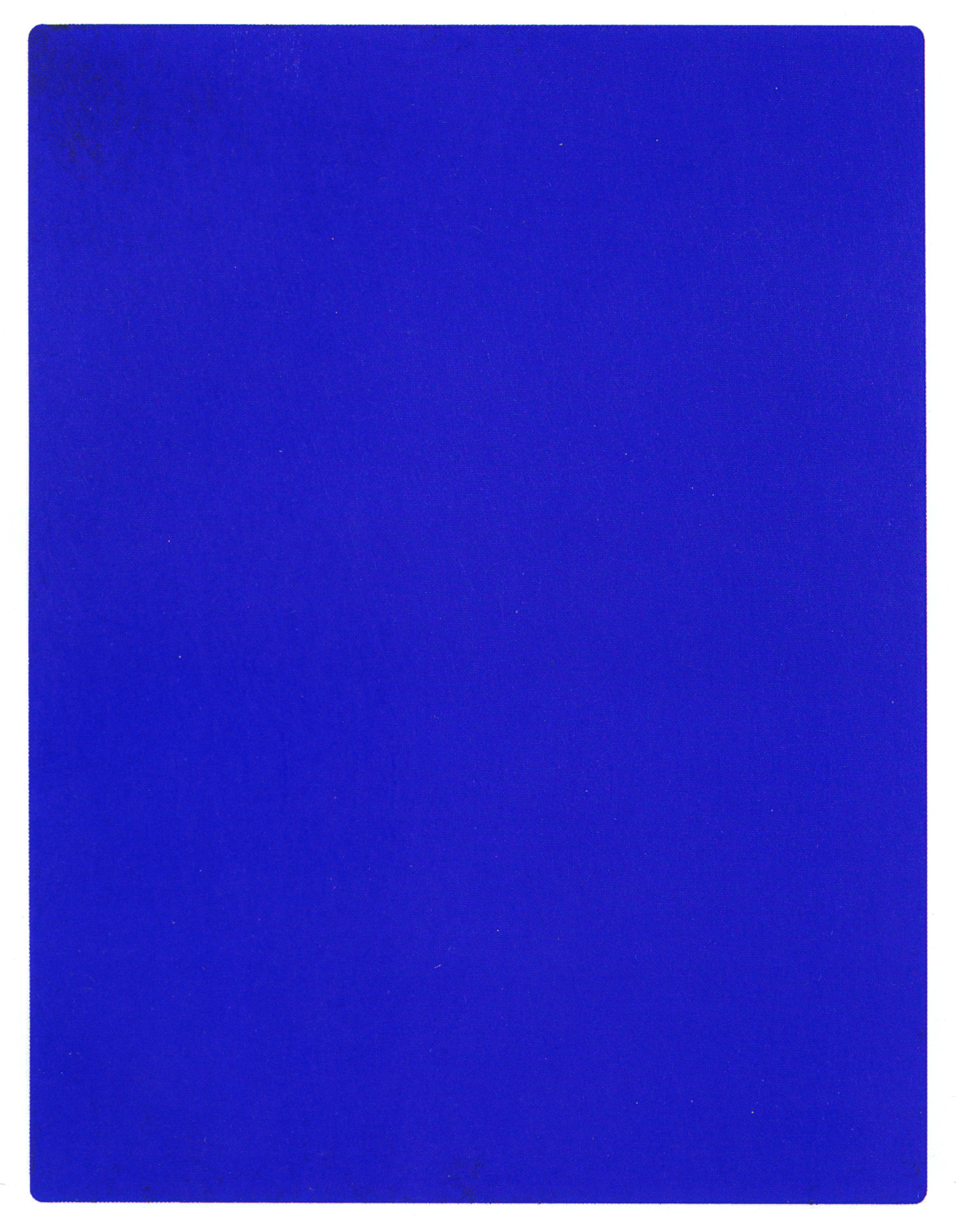
IKB 191, una delle opere di Klein

### Monocromi
Molte delle sue prime opere furono dipinti monocromi, in diversi colori. Realizzò più di mille tavole in sette anni. Il suo intento era quello di utilizzare i singoli pigmenti puri, in modo che il colore non perdesse la luminosità una volta unito a un legante. Non era solo una questione estetica, ma anche un fatto concettuale, la ricerca di una corrispondenza intima con la misura umana. Nel 1955 iniziò ad utilizzare come fissativo, un prodotto chimico chiamato Rhodopas e solo così, secondo l'artista, il colore poteva acquisire una vita propria e autonoma divenendo un individuo evoluto. Ben presto sentì l'esigenza di abbandonare lo studio delle diverse nuances per concentrarsi su un'unica tinta, il blu, che doveva unificare il cielo e la terra e dissolvere il piano dell'orizzonte. Fu nel 1956 che creò «la più perfetta espressione del blu», un oltremare saturo e luminoso, privo di alcuna alterazione, poi da lui brevettato col nome di International Klein Blue (IKB, =PB29, =CI 77007), che però non venne mai prodotto.
Klein produsse anche altre opere dette Antropometrie in cui alcune modelle, secondo le direttive di Yves Klein, si "intingevano" nel colore per poi stendersi su tela lasciando così un'impronta che l'artista definiva «traccia di vita». Un'altra tecnica simile era quella delle Registrazioni di pioggia che Klein realizzava guidando nella pioggia a 70 miglia all'ora, con una tela legata sul tetto dell'auto, oppure accostando la tela al tubo di scappamento del veicolo per dipingerle con i fumi.
Klein e Arman si ispirarono reciprocamente, sia in quanto Nouveaux Réalistes, sia per amicizia. Entrambi di Nizza, lavorarono insieme per diversi anni e Arman diede al proprio figlio il nome di Yves. A volte la creazione dei dipinti diventava una specie di performance art: nel 1960 a un evento davanti a una folla elegante e formale realizzò un dipinto con modelle nude mentre un'orchestra suonava la sua Monotone Symphony del 1949, composta da una sola nota continuata.

### Lavori immateriali
In un'altra sua opera performativa vendette spazi vuoti in città in cambio di oro puro. Voleva che gli acquirenti sperimentassero Il Vuoto: l'unico modo di pagare questa esperienza era, secondo lui, solo il materiale più puro, l'oro. Per poi «riequilibrare l'ordine naturale» da lui sbilanciato con la vendita del "vuoto", Klein gettò l'oro così ottenuto nella Senna.
Klein è anche noto per la sua fotografia, Saut dans le vide (Salto nel vuoto), che lo mostra mentre apparentemente salta giù da un muro, con le braccia tese al pavimento. Klein usò la fotografia per dimostrare il suo «volo lunare», che spesso menzionava. Saut dans le vide venne pubblicata come parte di un attacco portato da Klein alla NASA, che avrebbe dovuto dimostrare che le spedizioni lunari erano hybris e follia.
I lavori di Klein giravano intorno ad un concetto influenzato dallo Zen, che definiva come «le Vide», il Vuoto. Il Vuoto per Klein è uno stato simile al nirvana, senza influenze materiali, un'area dove entrare in contatto con la propria sensibilità, per vedere la realtà oltre la rappresentazione. Klein usò per presentare queste filosofie forme di espressione universalmente riconosciute come arte - dipinti, libri, composizioni musicali - ma metteva il suo atto creativo nello strappare alla forma artistica l'intero contenuto che ne era tipico: i dipinti non avevano immagini, i libri erano senza parole, la musica era una sola nota senza composizioni. L'obiettivo di Klein era creare «Zone di Sensibilità Pittorica Immateriale».
Invece di rappresentare oggetti in modo soggettivo o artistico, Klein voleva che fossero rappresentati dall'immagine della loro assenza. I lavori di Klein si riferiscono a un contesto teoretico/artistico e ad uno filosofico/metafisico: l'opera d'arte consisteva nel combinarli entrambi. Klein mirava a far provare al pubblico la sensazione di far percepire e capire un'idea astratta.
A proposito delle "Zone di Sensibilità Pittorica Immateriale", Klein aveva ideato una transazione ideale tra alcuni acquirenti e le aree intrise di sensibilità pittorica: una parte dell'oro avanzato dalla vendita e non disperso nella Senna fu inserito nel suo famoso Ex voto, donato a Santa Rita da Cascia nel febbraio 1961 e venuto alla luce solo nel 1979, grazie all'intuito dello scultore Armando Marrocco che a quel tempo lavorava alle vetrate del Santuario e aveva richiesto alle suore del monastero dell'oro in foglie. Le suore ignoravano la natura di quello strano contenitore. Marrocco convocò prontamente a Cascia l'amico Pierre Restany che riconobbe ufficialmente l'opera di Klein, conferendole grande valore spirituale, oltreché artistico.
(Yves Klein)